# Алагирское ущелье
Алаги́рское ущелье (осет. Уæлладжыргом) (также Ардо́нское ущелье) — часть исторической территории Осетии, входит в Алагирский район Республики Северная Осетия-Алания. Алагирское ущелье, одно из живописнейших и крупнейших в Северной Осетии, имеет протяженность около 39 км. Образовано долиной реки Ардон, впадающей в Терек. Вход в ущелье находится в городе Мизур, к югу от Осетинской равнины, а заканчивается ущелье в посёлке Бурон, южнее которого вдоль течения реки начинается Кассарское ущелье. Вдоль речной долины проходит Транскавказская автомагистраль, которая ранее называлась Военно-Осетинская дорога. На трассе несколько тоннелей. Южная часть долины реки входит в Северо-Осетинский государственный природный заповедник. 
Алагирское ущелье являлось традиционным местом проживания Алагирского общества.
Ущелье прорезает с севера на юг Скалистый хребет, который в этой местности имеет высоту до 3045,8 м. От Алагирского ущелья по долинам рек, впадающих в Ардон, отходят еще несколько ущелий: Архонское, Цейское, Бадское, Садонское и другие. Алагирское ущелье состоит из двух основных частей: верхней и нижней, которые разделены узким Касарским проходом. 
Алагирское ущелье известно своими историческими и архитектурными осетинскими памятниками, а также памятниками природы. На входе в ущелье установлен памятник осетинскому святому Уастырджи. Помимо этого туристов привлекают многочисленные сторожевые башни, крепости и древние языческие святилища. 

## Населённые пункты
- Алагир
- Верхний Бирагзанг
- Цементный
- Тамиск
- Биз
- Зинцар
- Нижний Унал
- Мизур
- Нузал
- Бурон

Исторические аулы, опустевшие без населения
- Луар
- Ксурта
- Гусойта
- Верхний Мизур

## Достопримечательности
- Нузальская наскальная крепость
- «Ворота Чырамад» («Известковые ворота»)
- Памятник Уастырджи
- Родовая башня Цаллаговых
- Сторожевая башня Цогоевых
- Фамильная башня Марзоевых
- Сторожевая башня Сохиевых
- Шуби-Ныхасская пещера
- Мизурская штольня

## Галерея
|  |